# Shihori Suzuki
Shihori Suzuki (鈴木紫帆里, Suzuki Shihori, née le 17 février 1994 à Kanagawa, au Japon) est une chanteuse et idole japonaise, membre du groupe de J-pop AKB48 (team B, puis K).

## Biographie
Elle intègre en 2009 avec la septième génération d'élèves du groupe ("Kenkyūsei") et est choisie pour débuter avec la Team B, mais quitte le groupe dans l'année avant ses débuts officiels. Après deux ans de retrait, elle se représente avec la 11e génération d'élèves en 2011, et est à nouveau promue au sein de la Team B. Elle est transférée dans la Team K en 2012 jusqu'à son départ définitif annoncé le Quelques jours plus tard, le 16 janvier cours d'un autre concert du groupe donné à son théâtre ; elle déclare avoir trouvé un nouveau rêve et continuer à participer aux événements de prises de contact et aux séances photos jusqu’au 30 mai. Cependant, la date de sa cérémonie de remise de diplôme n’a pas encore été déterminée.